# The Three Sounds
The Three Sounds egy amerikai dzsessz-zongora-trió volt.

## Pályakép
A The Three Sounds (vagy The 3 Sounds) egy amerikai dzsessz trió volt. 1956-tól 1973-ig létezett ebben a formában. Tagjai:     Gene Harris (zongora), Andrew Simpkins (nagybőgő), Bill Dowdy (zongora, dob). Gyakran beszállt hozzájuk a szaxofonos Lonnie Walker is, negyedikként.

## Lemezek
- 1958: Introducing the 3 Sounds
- 1958: Introducing the 3 Sounds Vol. 2
- 1958: Branching Out + Nat Adderley
- 1959: Bottoms Up!
- 1959: LD + 3 + Lou Donaldson
- 1959: Good Deal
- 1960: Moods
- 1960: Feelin' Good
- 1960: Here We Come
- 1960: It Just Got to Be
- 1960: Blue Hour + Stanley Turrentine
- 1961: Hey There
- 1961: Babe's Blues
- 1962: Out of This World
- 1962: Black Orchid
- 1962: Blue Genes
- 1963: Anita O'Day & The Three Sounds
- 1963: Jazz on Broadway
- 1963: Some Like It Modern
- 1964: Live at the Living Room
- 1964: Three Moods
- 1965: Beautiful Friendship
- 1966: Today's Sounds
- 1966: Vibrations
- 1967: Live at the Lighthouse
- 1968: Coldwater Flat
- 1968: Elegant Soul
- 1969: Soul Symphony
- 1970: Live at the "It Club"
- 1971: The 3 Sounds, Gene Harris-album